# 羅徐敏
羅 徐敏（ら じょびん、ルオ・シューミン、英語: Luo Xumin、2002年8月5日 - ）は、中華人民共和国の女子バドミントン選手。2019年のアジアジュニア選手権女王。

## 経歴
ジュニア時代から李怡婧とペアを組む。
2024年の中国オープンで、世界ランク1位の劉聖書 / 譚寧らを破って優勝。
同年の中国マスターズでも準優勝。